# Giovanni Badaracco
Giovanni Badaracco (Roma, 24 maggio 1865 – Buenos Aires, 1940) è stato un tenore drammatico italiano; fu soprannominato "l'eroe dei due mondi nell'arte melodrammatica".

## Biografia
Nacque a Roma da Domenico e da Beatrice Preziosi, e delle poche notizie pervenute si sa che prestò il servizio militare dal 3 ottobre 1885 al 25 agosto 1887.
Debuttò in Roma sua città natale nell'anno 1893 al teatro Quirino con Ernani, La forza del destino e La traviata.
Contemporaneo di Francesco Tamagno, Badaracco a Roma fu Don José in una Carmen in scena al teatro Quirino, e Duca di Mantova in un Rigoletto che ebbe repliche a Sofia (Teatro Luxembourg, 1895), Trapani (Teatro Garibaldi, 1896) e Acireale (Teatro Bellini, 1897). Di passaggio, il 15 giugno 1896 fu al Teatro Nazionale di Catania per una Manon in cui era il cavaliere Des Grieux.
Fece tre anni di giro artistico in Grecia, Romania, Bulgaria, Russia, Egitto, Turchia. Nel 1897 fu in Spalato (Dalmazia), Milano (teatro Lirico), Venezia, Catania, Messina, Torino. Cantò la Carmen e La Cavalleria Rusticana a Lima (Peru'), San Francisco (California), New York, Messico e Havana.
In seguito ebbe notorietà in America meridionale, soprattutto in Brasile, ove le fonti registrano sue esibizioni a São Paulo (Radames) e a Manaus; qui, ne Il trovatore, diede voce a un Manrico che dedicò alla massoneria. Sempre a Manaus, il 30 giugno 1901 fu Isèpo in una edizione de La Gioconda andata in scena al Teatro Amazonas con la direzione di Giorgio Polacco.
Si esibì anche in Uruguay, a Montevideo, e in Argentina, a Buenos Aires e a Rosario, in cui il 26 ottobre 1905 recitò come Cavaradossi nella Tosca con la Compagnia lirica italiana, al Teatro Colón.
L'Argentina è il paese in cui trovò la morte all'età di 75 anni.